# Natürliche Ressource
Natürliche Ressourcen, auch Naturgüter, sind Bestandteile oder Funktionen der Natur, die einen ökonomischen Nutzen haben. Zu den natürlichen Ressourcen zählt man Rohstoffe, Umweltmedien (Boden, Luft, Wasser), Fläche, strömende Ressourcen wie Erdwärme oder Wind- und Sonnenenergie, sowie Biodiversität einschließlich genetischer Vielfalt.

## Einteilung
Natürliche Ressourcen werden oft in erneuerbare und nicht-erneuerbare eingeteilt. Nicht-erneuerbare (auch „erschöpfliche“) natürliche Ressourcen stehen in einem für menschliche Planungen relevanten Zeitraum nur in einem konstanten Gesamtbestand zur Verfügung. Der Verbrauch einer bestimmten Menge bedeutet also, dass diese Menge zu einem späteren Zeitpunkt nicht mehr zur Verfügung steht. Der Bestand erneuerbarer (auch regenerierbarer) natürlicher Ressourcen kann dagegen im für menschliche Planungen relevanten Zeitraum wachsen.
Beispiele für nicht-erneuerbare Ressourcen sind nicht-erneuerbare Rohstoffe wie fossile Brennstoffe oder im Bergbau gewonnene Bodenschätze. Zu den erneuerbaren zählen vor allem lebende Ressourcen, die nachwachsen, wenn sie nicht übermäßig ausgebeutet werden (nachwachsende Rohstoffe). Hierzu gehören Fische, Wälder und allgemein Wildpflanzen. Sie können zeitlich unbegrenzt verwendet werden, wenn ihr Verbrauch die Neuentstehung nicht übersteigt und somit die Nachhaltigkeit beachtet. Sobald aber mehr verbraucht wird, als sich erneuert, erschöpfen sich die Ressourcen, bis sie schließlich ganz verbraucht sind. Zu den erneuerbaren Ressourcen gehören auch unbelebte Stoffe wie Erde, Wasser, Wind und alle Formen von erneuerbarer Energie.

## Bedeutung
Natürliche Ressourcen, die auf dem Territorium eines Staates zu finden sind, entscheiden oft über seine Stellung in der globalen Ökonomie und damit seinen politischen Einfluss (vgl. OPEC, OAPEC). Dabei sind Industrieländer für ihren Wohlstand weniger auf natürliche Ressourcen angewiesen, da sie mehr Infrastrukturkapital haben. Doch kann das Vorhandensein leicht erschließbarer natürlicher Ressourcen der ökonomischen Entwicklung eines Landes auch schaden, weil es politische Korruption begünstigt bzw. den sog. Ressourcenfluch verursachen kann.
Seit den 1980er Jahren werden die Erschöpfung der natürlichen Ressourcen und Versuche, eine nachhaltige Entwicklung zu erreichen, bei der Entwicklungspolitik berücksichtigt. Dies gilt besonders für die Regenwaldregionen der Tropen, die den größten Teil der Biodiversität ausmachen, insbesondere genetisches Naturkapital.
Die Übernutzung natürlicher Ressourcen ist ein zunehmendes Problem der Neuzeit. Seit dem Bericht des Club of Rome Die Grenzen des Wachstums von 1972 wurde die Begrenztheit der Rohstoffe unseres Planeten in vielen weiteren Untersuchungen verdeutlicht. Auch nachwachsende Ressourcen stehen nicht unbegrenzt zur Verfügung, so führte beispielsweise Überfischung ab 1958 zu den Kabeljaukriegen.
Die Erhaltung der natürlichen Ressourcen steht bei der Umweltbewegung im Mittelpunkt der Bemühungen. Sie ist auch eine Grundlage für die Programme der grünen Parteien überall auf der Welt. Die Abnahme natürlicher Ressourcen, insbesondere von Wasser, gilt als ein wichtiger Grund für Konflikte und Unruhen in den Entwicklungsländern.

## Natürliche Ressourcen im Grundgesetz
Gemäß Artikel 15 des deutschen Grundgesetzes können Grund und Boden, Naturschätze und Produktionsmittel zum Zwecke der Vergesellschaftung durch ein Gesetz, das Art und Ausmaß der Entschädigung regelt, in Gemeineigentum oder in andere Formen der Gemeinwirtschaft überführt werden.